# 2-庚酮
2-庚酮（英語：2-Heptanone，也称为甲基正戊基酮，或庚-2-酮）是一种化学式为C7H14O的有机化合物，常温常压下为无色液体，微溶于水。